# كريستوف داوم
كريستوف داوم (Christoph Paul Daum) (24 أكتوبر 1953 - 24 أغسطس 2024)، هو لاعب كرة قدم ومُدرب الماني كان يلعب كلاعب وسط، هو شخصية بارزة في كرة القدم الألمانية والذي حظي بشهرة واسعة كمدرب، تولى تدريب تسعة أندية على مدار 30 عاما، وحصد عشرة ألقاب. وكان من المقرر أن يقودالمنتخب الألماني، قبل أن تتعرض حياته لصدمة قوية في عام 2000 بعد اعترافه بتعاطيه مخدر الكوكايين؛ مما تسبب في الإطاحة به من نادي باير ليفركوزن.

## وفاته
توفي كريستوف داوم عن سبعين عامًا، بعد صراع طويل مع مرض السرطان، حسبما أعلنت عائلته مساء السبت 24 أغسطس 2024.

## وصلات خارجية
- كريستوف داوم على موقع قاعدة بيانات كرة القدم.إي يو (الإنجليزية)
- كريستوف داوم على موقع بيانات كرة القدم. دي إي (الألمانية)
- كريستوف داوم على موقع عالم كرة القدم.نت (الإنجليزية)